# Echipa națională de bob a României

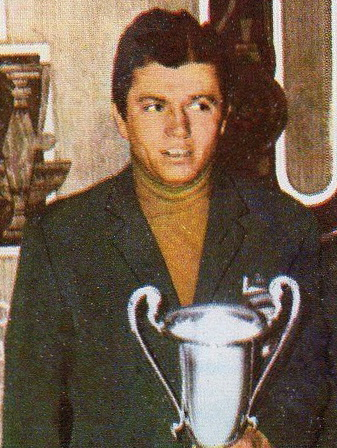
Bobul Ion Panțuru, care a câștigat împreună cu Nicolae Neagoe singura medalie la Jocurile Olimpice de iarnă pentru România (Grenoble 1968)

Echipa națională de bob a României reprezintă România în competițiile internaționale de bob.
Echipa și-a făcut debutul cu bobul de cinci persoane la Jocurile Olimpice de iarnă din 1928 de la St. Moritz.
La Jocurile Olimpice de iarnă din 1968 de la Grenoble, selecția României a câștigat o medalie istorică de bronz cu echipa de bob în doi, condusă de Ion Panțuru și Nicolae Neagoe, care este singura medalie câștigată de România la Jocurile Olimpice de iarnă. La aceeași olimpiadă, și România a fost aproape de o medalie de bronz în competiția în patru, clasându-se pe locul patru.

## Istorie

### Originile

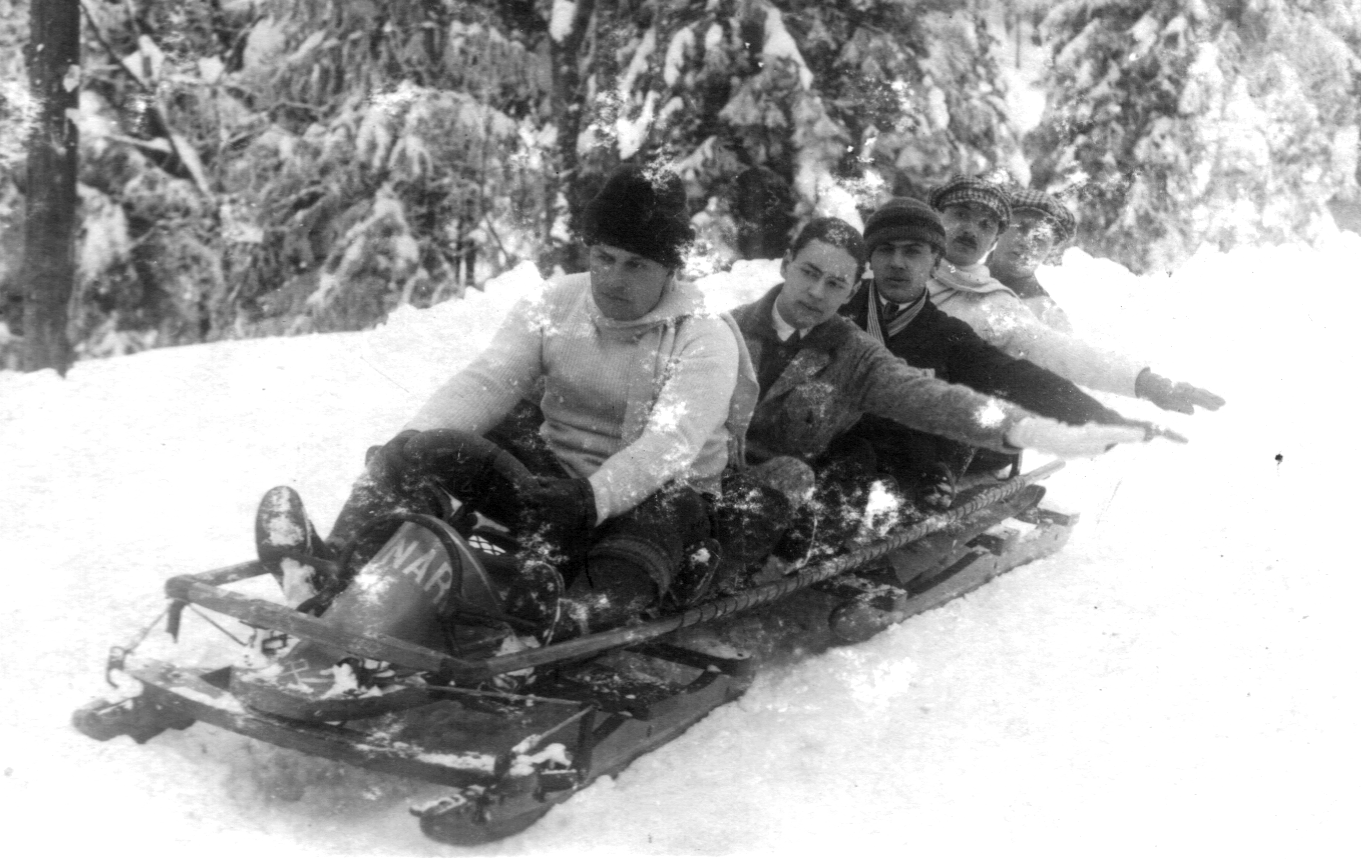
Bob de 5 persoane la Sinaia (1914).

Practicarea bobului în România datează din jurul anului 1909, când activitatea sportivă era limitată la câteva zile pe an, în preajma sărbătorilor de iarnă; din 1910 au fost organizate „concursuri de sporturi de iarnă”, cu participare modestă. Până în 1916, la Sinaia s-au desfășurat în mod regulat curse de bob, alături de curse de sanie și scheleton, dar fără reguli precise. Primul câștigător al unei curse de bob în 1910 a fost N. Filiti, iar primul câștigător al unei curse cu mai multe echipe a fost un „Cercul Sportiv Român” generic. În 1911, prezența femeilor la bob a fost foarte activă: competiții s-au organizat în trei evenimente (bob cu două femei, bob cu doi și competiție pe echipe de 2-5-6 persoane), ale căror câștigătoare au inclus Natalia Darvari (femei), Jean Costinescu (bărbați) și echipajul mixt al „Societății Săniutza”. În 1912, programul competiției era același: la categoria feminină a câștigat Mihaela Ghyka, iar la masculin a câștigat un echipaj (masculin) condus de însăși Mihaela Ghyka.
În 1912, a luat ființă Federația Societăților de Sport din România (FSSR), în cadrul căreia s-a înființat o Comisie pentru Sporturi de Iarnă, cu sarcina de a coordona și promova practicarea bobului. În 1914, a fost organizată pentru prima dată o competiție națională interșcolară de bob, câștigată de Liceul „Gh. Lazăr” din București. Tot în 1914, o echipă de turiști germani a participat la „Concursul Național de bob”, ocupând locul al treilea, în timp ce competiția a fost câștigată de echipa de la Școala Evanghelică din București.
După Primul Război Mondial, activitatea de bob a fost reluată din 1920, în localități precum Brașov, Râmnicu Vâlcea, Slatina și Iași. Bobul se practica în general pe drumurile de munte și pe pârtiile de schi din Postăvaru și Poiana Brașov. În 1922 au avut loc primele campionate naționale de sporturi de iarnă: la Sinaia a avut loc campionatul de bob, titlul în proba „echipe de club” revenind Centrului Râmnicu Vâlcea, al cărui șofer era Iorgu Arsenie. Ascensiunea bobului a început în 1923, când au avut loc mai multe competiții cu premii: titlul de campion național a revenit echipei Clubului „Colțea” din București. În 1924, echipajul „Societății Politehnica București” a câștigat.

### Activitate internațională
Organizarea Jocurilor Olimpice de iarnă din 1924 de la Chamonix (Franța) a stârnit interesul boberilor români, dar lipsa fondurilor de stat pentru a sprijini participarea la Jocurile Olimpice a fost larg discutată în presa de atunci. Iorgu Arsenie a construit un bob botezat Avalanșa (avalanșă) și împreună cu Tita Rădulescu au ajuns la Chamonix, unde au participat la curse cu bob împrumutat (tip Bachmann) și au câștigat trei cupe; cu toate acestea, ei nu au putut participa la competiția olimpica deoarece regulile impuneau ca întregul echipaj să fie din aceeași țară, condiție pe care nu au putut să o îndeplinească. Iorgu Arsenie, în calitate de reprezentant al Comisiei de Constituție a Fédération Internationale de Bobsleigh et de Tobogganing (FIBT) din Chamonix în 1924, a obținut afilierea României la acest organism sportiv internațional.
În 1925, la Sinaia a fost construită prima pistă de bob după proiectul inginerului Sângiorzan, pe un versant vestic al dealului Furnica, cu o lungime de 2.100 m și zece curbe. Primele sănii de bob erau din lemn cu fund de fier, erau ghidate cu frânghii sau cu volan și aveau 2, 4, 5 sau 6 locuri. La campionatul național de bob din 1927 de la Sinaia s-a remarcat echipajul studențesc al fraților Grigore și Mircea Socolescu și maiorul Mihai Mihail din Slatina; cu această ocazie, o cupă pentru „cel mai îndrăzneț și mai priceput bob” i-a fost acordată Alexandru Papană, în vârstă de 21 de ani, care va domina cursele de bob în următorii ani. Recunoașterea priceperii sale a fost confirmată în 1928, când, împreună cu Dumitru Hubert, au câștigat titlul de campioni naționali în cursa în doi. Clubul „Aeronautica” (de care aparțineau cei doi concurenți) a avut două echipaje: Alexandru Papană (șofer), Alexandru Ionescu, Tiberiu Stătescu, Puffi Popescu, Gheorghe Moțoi (frână). Dintre aceștia aveau să fie selectați ulterior boberii care aveau să aducă faimă sportului românesc.
Spectacolele din 1926-1928 au stimulat interesul și au dus la prezența bobului românesc de cinci persoane la Jocurile Olimpice de iarnă din 1928 de la St. Moritz, deși cheltuielile au fost suportate de sportivi din propriile economii. Echipajul român a terminat pe un lăudabil locul 7, la 4,3 secunde în spatele campioanelor.
Primul bobber român celebru a fost Alexandru Papană, campion național de bob în 1928 și 1931 și câștigător al Campionatului Mondial din 1933 de la Schreiberhau, Germania (acum Szklarska Poręba, Polonia), alături de Dumitru Hubert.  Echipajul român a folosit frânghii în loc de volan și a făcut un „flying start” (unul dintre primele la acea vreme), pentru care patentase un mâner special de împingere pe bob.
Campionatele Mondiale din 1934 au văzut dominația României, care a câștigat medalia de aur la bob în patru și medalii de aur și bronz la bob în doi. În noiembrie 1934 s-a constituit Federația Română de bob, însă, în ciuda dezvoltării organizatorice, seria succeselor a fost întreruptă: participarea la Campionatele Mondiale 1935 de la St. Moritz (Elveția), cu un echipaj de bob de 2 persoane, pilotat de Papană, și două echipaje de bob de 4 persoane, pilotate de Papană și Frim, s-au încheiat cu eșec.
În 1951, la Poiana Brașov a fost construită o pistă de bob lungă de 1.640-1.530 m pentru organizarea Jocurilor Mondiale Universitare.

### Prima medalie olimpică
Din 1966, bobul românesc a revenit pe scena internațională, datorită lui Ion Panțuru. La Campionatele Mondiale din acel an, Ion Panțuru și Nicolae Neagoe s-au clasat pe locul 5 la proba de bob în doi, iar la Campionatele Europene de la Garmisch-Partenkirchen aceeași echipă s-a clasat pe locul 6. În 1967, la Campionatele Europene de la Igls (Austria), echipa de bob în patru (Ion Panțuru, Gheorghe Maftei, Petre Hristovici și Nicolae Neagoe) a câștigat medalia de aur și titlul de campion european. La bob în doi, perechea Panțuru-Neagoe a ajuns pe locul doi.
La Jocurile Olimpice de iarnă din 1968 de la Grenoble, selecția României a câștigat o medalie istorică de bronz cu bobul în doi, condus de Ion Panțuru și Nicolae Neagoe, care este singura medalie olimpică câștigată din istoria României la Jocurile Olimpice de iarnă de până acum. În aceeași ediție, bobul românesc de patru persoane a terminat pe locul patru, atingând medalia de bronz cu doar o sutime de secundă. În campionatele europene de bob din 1969, echipa României de bob de patru persoane a terminat pe locul patru.
La Campionatele Europene de bob din 1969 desfășurate pe pista de bob Blue Lake din Cervinia echipajul Panțuru-Focșeneanu a câștigat medalia de argint, precum și la bob de patru persoane cu Ion Panțuru, Raimond Țancov, Dumitru Focșeneanu și Nicolae Neagoe. Echipajul lui Ion Panțuru și Dumitru Focșeneanu a câștigat medalii de argint și bronz la Campionatele Mondiale din 1969 și Campionatele Mondiale din 1973, ambele desfășurate la Lake Placid.

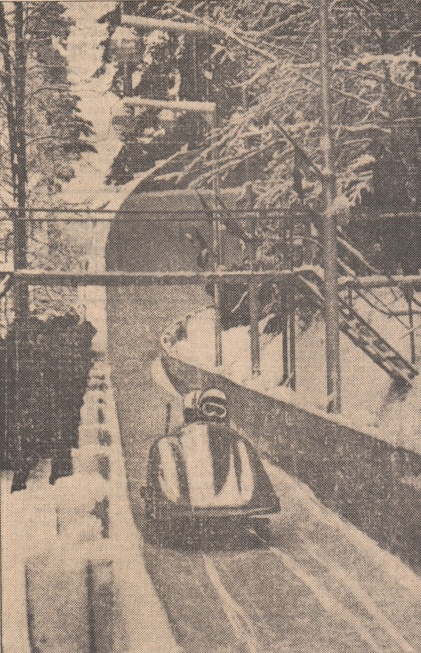
Pârtia din Sinaia, în 1977

După 1970, la Sinaia a fost construită o pistă modernă din beton, care a intrat în circuitul competițiilor internaționale, organizându-se anual „Trofeul Carpaților” (Trofeul Carpați). 
La Campionatele Europene din 1970 de la Cortina, bobul românesc de patru persoane a câștigat medalia de bronz, în timp ce la Igls 1971 a câștigat titlul de campioni europeni. 
România a fost desemnată ca locație gazdă pentru Campionatele Europene de bob din 1977, totuși vremea caldă a topit zăpada pe traseu, împiedicând desfășurarea competiției.
La Campionatele Mondiale IBSF 2017 de la Schönau am Königssee, Maria Constantin și Andreea Grecu au luat startul la bob de două persoane în competiția pe echipe, cucerind medalia de bronz cu echipa internațională formată și din alți trei sportivi germani.

## Record olimpic

### Dublu
| Olimpiadă | Oraș                   | Clasament | Boberi                                                                               |
| --------- | ---------------------- | --------- | ------------------------------------------------------------------------------------ |
| 1932      | Lake Placid            | 4         | Alexandru Papană, Dumitru Hubert                                                     |
| 1936      | Garmisch-Partenkirchen | 15 16     | Alexandru Frim, Tita Rădulescu⁠(d) Alexandru Budișteanu, Dumitru Gheorghiu            |
| 1956      | Cortina d'Ampezzo      | 14 18     | Heinrich Enea⁠(d), Mărgărit Blăgescu⁠(d) Constantin Dragomir, Gheorghe Moldoveanu      |
| 1964      | Innsbruck              | 13 15     | Ion Panțuru, Hariton Pașovschi Alexandru Oancea⁠(d), Constantin Cotacu                |
| 1968      | Grenoble               | 3 DQ      | Ion Panțuru, Nicolae Neagoe Romeo Nedelcu⁠(d), Gheorghe Maftei                        |
| 1972      | Sapporo                | 5 12      | Ion Panțuru, Ion Zangor Dragoș Panaitescu-Rapan, Dumitru Focșeneanu                  |
| 1976      | Innsbruck              | 11 12     | Ion Panțuru, Gheorghe Lixandru Dragoș Panaitescu-Rapan, Costel Ionescu⁠(d)            |
| 1980      | Lake Placid            | 11 18     | Dragoș Panaitescu-Rapan, Gheorghe Lixandru Constantin Iancu⁠(d), Constantin Obreja⁠(d) |
| 1984      | Sarajevo               | 18 23     | Ion Duminicel⁠(d), Costel Petrariu Dorin Degan, Cornel Popescu.Alexandru Pandrea      |
| 1988      | Calgary                | 24 27     | Csaba Nagy Lakatos⁠(d), Costel Petrariu Dorin Degan, Grigore Anghel⁠(d)                |
| 1992      | Albertville            | 18 22     | Csaba Nagy Lakatos⁠(d), Laurențiu Budur⁠(d) Paul Neagu, Costel Petrariu                |
| 1994      | Lillehammer            | 30        | Florian Enache⁠(d), Mihai Dumitrașcu                                                  |
| 1998      | Nagano                 | 25 26     | Paul Neagu, Gabriel Tătaru⁠(d) Florian Enache⁠(d), Mihai Dumitrașcu                    |
| 2002      | Salt Lake City         | 25        | Adrian Duminicel⁠(d), Florian Enache⁠(d)                                               |
| 2006      | Torino                 | 24 26     | Nicolae Istrate, Adrian Duminicel⁠(d) Mihai Iliescu, Levente Andrei Bartha⁠(d)         |
| 2010      | Vancouver              | 11        | Nicolae Istrate, Florin Cezar Crăciun⁠(d)                                             |
| 2014      | Soci                   | 17        | Nicolae Istrate, Florin Cezar Crăciun⁠(d)                                             |
| 2018      | Pyeongchang            | 18        | Mihai Tentea, Ciprian Daroczi                                                        |
| 2022      | Beijing                | 16        | Mihai Tentea, Ciprian Daroczi                                                        |

### Patru
| Olimpiadă | Oraș                   | Clasament | Boberi |
| --------- | ---------------------- | --------- | --- |
| 1928      | St. Moritz             | 7 19      | Grigore Socolescu⁠(d), Mircea Socolescu, Ion Gavăț, Toma Petre Ghițulescu, Traian Nițescu⁠(d) Alexandru Berlescu⁠(d), Petre Petrovici⁠(d), Horia Roman⁠(d), Eugen Ștefănescu, Tita Rădulescu⁠(d) |
| 1932      | Lake Placid            | 6         | Alexandru Papană, Alexandru Ionescu, Ulise Petrescu, Dumitru Hubert |
| 1936      | Garmisch-Partenkirchen | NT NS     | Alexandru Budișteanu, Tita Rădulescu⁠(d), Alexandru Ionescu, Aurel Mărășescu Emil Angelescu, Dumitru Gheorghiu, Teodor Popescu, Alexandru Tautu                                             |
| 1956      | Cortina d'Ampezzo      | 14 20     | Heinrich Enea⁠(d), Dumitru Peteu⁠(d), Nicolae Moiceanu⁠(d), Mărgărit Blăgescu⁠(d) Constantin Dragomir, Vasile Panait⁠(d), Ion Staicu, Gheorghe Moldoveanu                                       |
| 1964      | Innsbruck              | 15        | Ion Panțuru, Gheorghe Maftei, Constantin Cotacu, Hariton Pașovschi |
| 1968      | Grenoble               | 4         | Ion Panțuru, Petre Hristovici, Gheorghe Maftei, Nicolae Neagoe |
| 1972      | Sapporo                | 10        | Ion Panțuru, Ion Zangor, Grigore Anghel⁠(d), Dumitru Focșeneanu |
| 1976      | Innsbruck              | 8 14      | Dragoș Panaitescu-Rapan, Paul Neagu, Costel Ionescu⁠(d), Gheorghe Lixandru Ion Panțuru, Constantin Romaniuc⁠(d), Alexe Gheorghe Tănăsescu⁠(d), Mihai Nicolau⁠(d)                               |
| 1980      | Lake Placid            | 8 14      | Dragoș Panaitescu-Rapan, Paul Neagu, Costel Ionescu⁠(d), Gheorghe Lixandru Ion Panțuru, Constantin Romaniuc⁠(d), Alexe Gheorghe Tănăsescu⁠(d), Mihai Nicolau⁠(d)                               |
| 1984      | Sarajevo               | 7         | Dorin Degan, Cornel Popescu, Gheorghe Lixandru, Costel Petrariu |
| 1988      | Calgary                | 20        | Csaba Nagy Lakatos⁠(d), Grigore Anghel⁠(d), Florian Olteanu⁠(d), Costel Petrariu |
| 1992      | Albertville            | 20        | Paul Neagu, Laszlo Hodos⁠(d), Laurențiu Budur⁠(d), Costel Petrariu |
| 1994      | Lillehammer            | 23        | Florian Enache⁠(d), Marian Chițescu⁠(d), Iulian Păcioianu, Mihai Dumitrașcu |
| 1998      | Nagano                 | 27        | Florian Enache⁠(d), Marian Chițescu⁠(d), Iulian Păcioianu, Mihai Dumitrașcu |
| 2002      | Salt Lake City         | 21        | Florian Enache⁠(d), Adrian Duminicel⁠(d), Iulian Păcioianu, Teodor Demetriad⁠(d) |
| 2006      | Torino                 | 22        | Nicolae Istrate, Adrian Duminicel⁠(d), Gabriel Popa⁠(d), Ioan Dănuț Dovalciuc⁠(d) |
| 2010      | Vancouver              | 15        | Nicolae Istrate, Ioan Dănuț Dovalciuc⁠(d), Ionuț Andrei⁠(d), Florin Crăciun⁠(d) |
| 2014      | Soci                   | 24        | Andreas Neagu⁠(d), Bogdan Laurentiu Otavă⁠(d), Dănuț Moldovan⁠(d), Paul Muntean⁠(d), Florin Cezar Crăciun⁠(d)                                                                                   |
| 2018      | Pyeongchang            | 29        | Dorin Alexandru Grigore⁠(d), Florin Cezar Crăciun⁠(d), Levente Bartha⁠(d), Paul Septimiu Muntean⁠(d)                                                                                           |
| 2022      | Beijing                | 13        | Mihai Tentea, Raul Dobre, Ciprian Daroczi, Cristian Radu |

### Dublu feminin
| Olimpiadă | Oraș           | Clasament | Boberi                                |
| --------- | -------------- | --------- | ------------------------------------- |
| 2002      | Salt Lake City | 15        | Erika Kovacs⁠(d), Maria Spirescu⁠(d)    |
| 2010      | Vancouver      | 15        | Carmen Radenovic, Alina Vera Savin⁠(d) |
| 2014      | Soci           | 17        | Maria Constantin, Andreea Grecu       |
| 2018      | Pyeongchang    | 15        | Maria Constantin, Andreea Grecu       |
| 2022      | Beijing        | 18        | Andreea Grecu, Katharina Wick         |

### Monobob feminin
| Olimpiadă | Oraș    | Clasament | Boberi        |
| --------- | ------- | --------- | ------------- |
| 2022      | Beijing | 12        | Andreea Grecu |

## Vezi si
- Bob la Jocurile Olimpice
- România la Jocurile Olimpice
- Sport în România